# Gruithuisen (cràter)

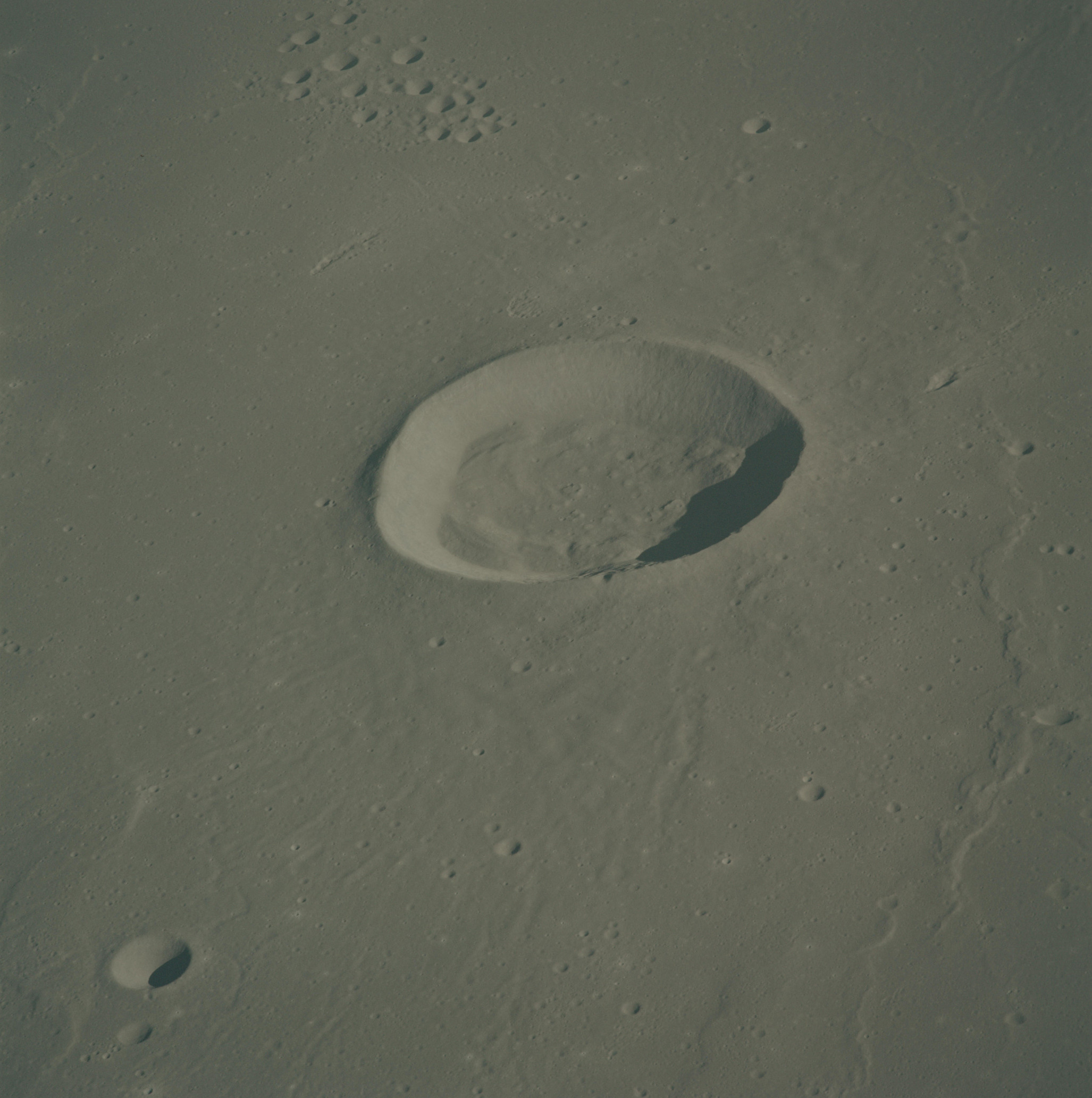
Fotografia de la missió Apol·lo 15

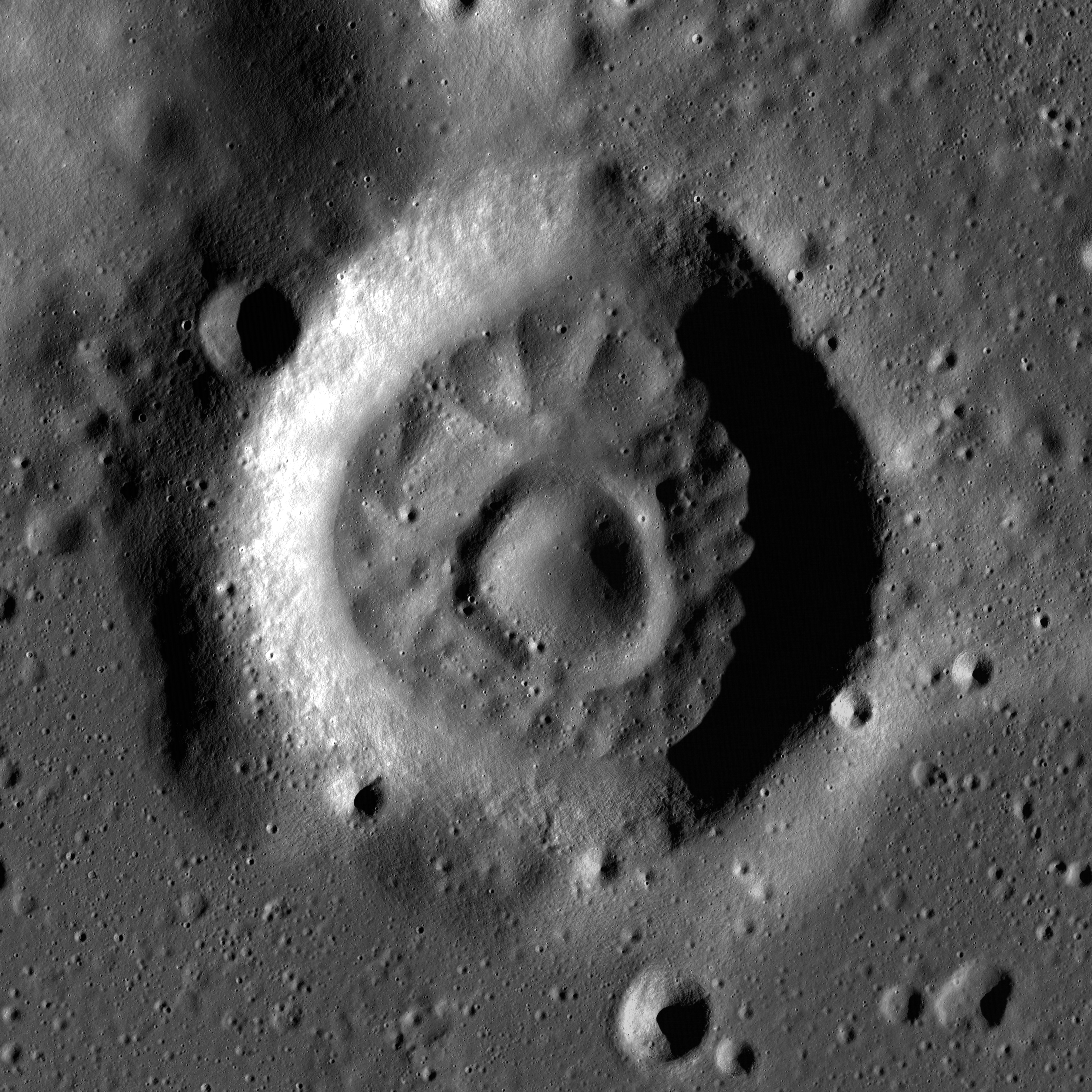
Fotografia de la missió Lunar Reconnaissance Orbiter

Gruithuisen és un petit cràter d'impacte lunar que es troba a la secció de mar lunar que uneix l'Oceanus Procellarum amb el Mare Imbrium situat a l'est. Al sud-est de Gruithuisen apareix el petit cràter Delisle. Al sud es troba la Dorsum Bucher, una dorsum que es prolonga en direcció nord-sud durant uns 90 quilòmetres aproximadament.
La vora de Gruithuisen és relativament suau i circular, sobresortint lleugerament per sobre de la mar circumdant. L'interior manca relativament de trets distintius, amb una petita plataforma interior limitada pels materials dipositats al llarg de la vora inferior de les parets internes.
Al nord del cràter, al llarg de la vora de la península de terres altes entre els dos maria, es troba un dom que es designa com a Mons Gruithuisen Gamma (γ). Just a l'est d'aquest element característic apareix un altre lloc muntanyenc denominat Mons Gruithuisen Delta (δ). Al nord-oest del cràter Gruithuisen es concentra grup de diversos cràters, que probablement es van formar a partir d'un únic cos que es va trencar just abans de l'impacte.

## Cràters satèl·lit
Per convenció aquests elements són identificats en els mapes lunars posant la lletra en el costat del punt mitjà del cràter que està més prop de Gruithuisen.
|             | \| Gruithuisen \| Coordenades \| Diàmetre \| \| ----------- \| ------------------------------------ \| -------- \| \| B \| 35° 36′ N, 38° 48′ O / 35.6°N,38.8°O \| 9 km \| \| E \| 37° 18′ N, 44° 18′ O / 37.3°N,44.3°O \| 8 km \| \| F \| 36° 18′ N, 37° 54′ O / 36.3°N,37.9°O \| 4 km \| \| G \| 36° 36′ N, 43° 54′ O / 36.6°N,43.9°O \| 6 km \| \| H \| 33° 18′ N, 38° 24′ O / 33.3°N,38.4°O \| 6 km \| \| K \| 35° 18′ N, 42° 42′ O / 35.3°N,42.7°O \| 6 km \| \| M \| 36° 54′ N, 43° 12′ O / 36.9°N,43.2°O \| 7 km \| \| P \| 37° 06′ N, 40° 30′ O / 37.1°N,40.5°O \| 11 km \| \| R \| 37° 06′ N, 45° 18′ O / 37.1°N,45.3°O \| 7 km \| \| S \| 37° 30′ N, 45° 36′ O / 37.5°N,45.6°O \| 7 km \| |          |
| Gruithuisen | Coordenades | Diàmetre |
| B           | 35° 36′ N, 38° 48′ O / 35.6°N,38.8°O | 9 km     |
| E           | 37° 18′ N, 44° 18′ O / 37.3°N,44.3°O | 8 km     |
| F           | 36° 18′ N, 37° 54′ O / 36.3°N,37.9°O | 4 km     |
| G           | 36° 36′ N, 43° 54′ O / 36.6°N,43.9°O | 6 km     |
| H           | 33° 18′ N, 38° 24′ O / 33.3°N,38.4°O | 6 km     |
| K           | 35° 18′ N, 42° 42′ O / 35.3°N,42.7°O | 6 km     |
| M           | 36° 54′ N, 43° 12′ O / 36.9°N,43.2°O | 7 km     |
| P           | 37° 06′ N, 40° 30′ O / 37.1°N,40.5°O | 11 km    |
| R           | 37° 06′ N, 45° 18′ O / 37.1°N,45.3°O | 7 km     |
| S           | 37° 30′ N, 45° 36′ O / 37.5°N,45.6°O | 7 km     |